# أليكساندر تاشاييف
أليكساندر ميخايلوفيتش تشاييف (بالروسية: Александр Михайлович Ташаев) هو لاعب كرة قدم روسي في مركز الوسط ولد في يوم 23 يونيو 1994 في مدينة موسكو، يلعب حالياً مع نادي سبارتاك موسكو وسبق له اللعب مع نادي دينامو موسكو، لعب مع منتخب روسيا تحت 21 سنة لكرة القدم ويبلغ طوله 177 سم.

## روابط خارجية
- أليكساندر تاشاييف على موقع الاتحاد الأوربي (الإنجليزية)
- أليكساندر تاشاييف على موقع قاعدة بيانات كرة القدم.إي يو (الإنجليزية)
- أليكساندر تاشاييف على موقع Soccerway.com (الإنجليزية)
- أليكساندر تاشاييف على موقع عالم كرة القدم.نت (الإنجليزية)
- أليكساندر تاشاييف على موقع AS.com (الإسبانية)